# NGC 3872
NGC 3872 је елиптична галаксија у сазвежђу Лав која се налази на NGC листи објеката дубоког неба.
Деклинација објекта је + 13° 46' 0" а ректасцензија 11h 45m 48,9s. Привидна величина (магнитуда) објекта NGC 3872 износи 11,7 а фотографска магнитуда 12,7. Налази се на удаљености од 42,615 милиона парсека од Сунца. NGC 3872 је још познат и под ознакама UGC 6738, MCG 2-30-33, CGCG 68-60, PGC 36678.